# Cybosia postpallida
Cybosia postpallida là một loài bướm đêm thuộc phân họ Arctiinae, họ Erebidae.